# Андалла
Андалла (англ. Undullah) — пригород Логан-Сити, в штате Квинсленд, на восточном побережье Австралии. По переписи 2016 года, в Андалла проживало всего 45 человек. Средний возраст жителей — 39 лет.

## Название
Название пригорода Андалла происходит от аборигенного слова «нандалла» (nandulla), что означает железная кора с серебристыми листьями.

## История
В 1848 году Джон Кэмерон занял земли района, основав большое сельское землевладение площадью 30 000 акров (более 12 тысяч гектаров) под названием Андалла-Ран (Undullah Run). В 19 веке в этом районе располагались пастбища и выращивались кормовые культуры.
19 марта 1869 года более половины из этих земель были изъяты, согласно закону 1868 года «Об отчуждении земель короны». Закон предписывал забрать арендованную землю и сделать её доступной для приобретения в собственность.
В 1970-х годах название было изменено на «станция Андалла».
24 апреля 1997 года были установлены границы Андаллы, как пригорода Логана, но 20 мая 2016 года восточная часть пригорода была отделена для создания пригородов Монарк-Глен и Флиндерс-Лейкс.